# Elecciones legislativas de la República Checa de 2017
Las elecciones legislativas de la República Checa de 2017 se refieren a las elecciones legislativas de este país que tuvieron lugar durante los días 20 y 21 de octubre de ese año. Los 200 miembros de la Cámara de Diputados fueron elegidos y el líder del gobierno resultante se convertirá en el primer ministro.
El resultado fue una victoria para el populista ANO 2011, que recibió el 29.6% de los votos y 78 escaños. El Partido Democrático Cívico (ODS) de centroderecha fue el segundo partido más fuerte, recibiendo el 11.3% y 25 escaños. El gobernante Partido Socialdemócrata Checo (ČSSD) fue marginado al 7% de los votos y llegó de sexto. El Partido Pirata Checo, de centro, y el partido Libertad y Democracia Directa (SPD), de derecha, recibieron más del 10% y se convirtieron en nuevos partidos parlamentarios. También superaron el 5 % exigido para entrar en el Parlamento la Unión Democristiana (KDU) con 10 escaños, el conservador-liberal TOP 09 con 7 escaños y el movimiento Alcaldes Independientes (STAN) con 6 escaños.
Nueve partidos ingresaron a la cámara baja, lo que resultó en la Cámara de Diputados más fragmentada en la historia de la República Checa. Esta fue también la primera vez que ni ODS ni ČSSD ganaron las elecciones.

## Antecedentes
Los Socialdemócratas, el partido más votado en las elecciones de 2013, formaron un gobierno de coalición de centro-izquierda con ANO y la Unión Cristiana y Demócrata-Partido Popular Checoslovaco (KDU-ČSL). Los socialdemócratas estaban representados por ocho ministros en el Gobierno, con su líder, Bohuslav Sobotka, como primer ministro. ANO, quien fue el segundo más votado, estuvo representado por seis de sus miembros en el Gobierno, encabezados por el empresario Andrej Babiš, quien fue ascendido al cargo de primer vice primer ministro y se desempeñó como ministro de Finanzas. El partido más pequeño de la coalición, los Demócratas Cristianos, estaban representados por tres ministros, y su líder Pavel Bělobrádek ocupaba el cargo de vice primer ministro. El partido de oposición más grande en la Cámara de Diputados era el Partido Comunista. La oposición de centroderecha al gobierno estuvo representada por TOP 09 y los Demócratas Cívicos.
El gobierno de coalición aprobó con éxito muchas de las políticas que se habían anunciado en 2014, como el registro electrónico de ventas y el cobro revertido del impuesto al valor agregado. El gabinete de Bohuslav Sobotka fue considerado por los comentaristas como estable en comparación con los gabinetes anteriores. Sin embargo, a principios de mayo de 2017 se produjo una crisis gubernamental cuando el primer ministro Bohuslav Sobotka decidió renunciar debido a las irregularidades financieras del ministro de Finanzas, Andrej Babiš. Sobotka revocó su decisión pocos días después de una disputa con el presidente Miloš Zeman por la continuación del gobierno, y el 24 de mayo de 2017, Sobotka destituyó a Babiš y lo reemplazó con Ivan Pilný, lo que puso fin a la crisis.

## Sistema electoral
Los 200 miembros de la Cámara de Diputados son elegidos entre 14 distritos electorales de múltiples miembros (cada uno por lo general elige entre 5 y 25 miembros) usando el método de representación proporcional en listas abiertas, en la que pueden otorgar votos preferenciales para hasta cuatro candidatos en su lista elegida. Los asientos se asignan usando el método d'Hondt, con un umbral electoral de solo 5% para los partidos, 10% para las alianzas bipartitas, 15% para las alianzas tripartitas y 20% para las alianzas de cuatro o más alianzas partidarias. Los candidatos que reciben votos preferenciales de más del 5% de los votantes se colocan en la parte superior de su lista, y en los casos en que más de un candidato recibe más del 5% de los votos preferenciales, se clasifican según el orden de los votos recibidos.

## Resultados
| Partido                            | Partido                                                             | Votos     | %     | +/–    | Escaños | +/–   |
| ---------------------------------- | ------------------------------------------------------------------- | --------- | ----- | ------ | ------- | ----- |
|                                    | ANO 2011                                                            | 1.500.113 | 29,64 | +10,98 | 78      | +31   |
|                                    | Partido Democrático Cívico                                          | 572.962   | 11,32 | +3,59  | 25      | +9    |
|                                    | Partido Pirata                                                      | 546.393   | 10,79 | +8,13  | 22      | +22   |
|                                    | Libertad y Democracia Directa                                       | 538.574   | 10,64 | –      | 22      | Nuevo |
|                                    | Partido Comunista de Bohemia y Moravia                              | 393.100   | 7,76  | −7,15  | 15      | −18   |
|                                    | Partido Socialdemócrata Checo                                       | 368.347   | 7,27  | −13,09 | 15      | −35   |
|                                    | Unión Cristiana y Demócrata-Partido Popular Checoslovaco            | 293.643   | 5,80  | −0,98  | 10      | −4    |
|                                    | TOP 09                                                              | 268.811   | 5,31  | −6,69  | 7       | −19   |
|                                    | Alcaldes e Independientes                                           | 262.157   | 5,18  | –      | 6       | Nuevo |
|                                    |                                                                     |           |       |        |         |       |
|                                    | Partido de los Ciudadanos Libres                                    | 79.229    | 1,56  | −0,91  | 0       | 0     |
|                                    | Partido Verde                                                       | 74.335    | 1,46  | −1,74  | 0       | 0     |
|                                    | Partido del Sentido Común                                           | 36.528    | 0,72  | +0,45  | 0       | 0     |
|                                    | Realistas                                                           | 35.995    | 0,71  | –      | 0       | Nuevo |
|                                    | Partido de los Derechos Civiles                                     | 18.556    | 0,36  | −1,15  | 0       | 0     |
|                                    | Deportistas                                                         | 10.593    | 0,20  | –      | 0       | Nuevo |
|                                    | Partido de los Trabajadores de la Justicia Social                   | 10.402    | 0,20  | −0,66  | 0       | 0     |
|                                    | Coalición por la República – Partido Republicano de Checoeslovaquia | 9.857     | 0,19  | –      | 0       | Nuevo |
|                                    | Orden de la Nación – Unión Patriótica                               | 8.735     | 0,17  | –      | 0       | Nuevo |
|                                    | Alianza Democrática Cívica                                          | 8.030     | 0,15  | –      | 0       | Nuevo |
|                                    | Bloque contra la Islamización – Defensa de la Patria                | 5.077     | 0,10  | –      | 0       | Nuevo |
|                                    | Referéndum sobre la Unión Europea                                   | 4,276     | 0.08  | –      | 0       | Nuevo |
|                                    | Chequia Feliz                                                       | 3.852     | 0,07  | –      | 0       | Nuevo |
|                                    | Camino de la Sociedad Responsable                                   | 3.758     | 0,07  | –      | 0       | Nuevo |
|                                    | Opción Buena 2016                                                   | 3.722     | 0,07  | –      | 0       | Nuevo |
|                                    | Partido Social Nacional Checo                                       | 1.573     | 0,03  | –      | 0       | Nuevo |
|                                    | Bloque Vote Bien                                                    | 491       | 0,00  | –      | 0       | Nuevo |
|                                    | Sociedad contra el Desarrollo en el Valle Prokop                    | 438       | 0,00  | –      | 0       | Nuevo |
|                                    | H.A.V.E.L.                                                          | 436       | 0.00  | –      | 0       | Nuevo |
|                                    | Ciudadano 2011                                                      | 359       | 0.00  | –      | 0       | Nuevo |
|                                    | Nación Unida                                                        | 300       | 0.00  | –      | 0       | Nuevo |
|                                    | Frente Nacional Checo                                               | 117       | 0.00  | –      | 0       | Nuevo |
| Votos nulos                        | Votos nulos                                                         | 30.306    | –     | –      | –       | –     |
| Total                              | Total                                                               | 5.091.065 | 100   | –      | 200     | 0     |
| Votantes registrados/Participación | Votantes registrados/Participación                                  | 8.374.501 | 60,79 | +1.31  | –       | –     |
| Fuente: Volby                      |                                                                     |           |       |        |         |       |

## Formación de gobierno
Con el resultado más allá de toda duda, el presidente Miloš Zeman anunció el 22 de octubre que tenía la intención de pedirle a Babiš que formara un gobierno. ANO fue de lejos el mayor partido en la Cámara, con más del doble de los votos y tres veces más escaños que el segundo partido más grande, el ODS. No obstante, se pensó que a Babiš le resultaría difícil encontrar socios para una posible coalición debido a sus continuas acusaciones de fraude criminal. Numerosos partidos declararon su negativa a formar un gobierno con ANO mientras Babiš siguiera siendo su líder, y Babiš descartó gobernar con SPD o el KSČM. A pesar de la preferencia de Babiš por formar una coalición con el ODS, el líder del ODS Petr Fiala anunció que su partido no estará en las conversaciones con ANO para formar un gobierno.
Como Babiš no pudo crear un gobierno de coalición, se propuso crear un gobierno en minoría. Su gobierno minoritario tomó el poder el 13 de diciembre de 2017.